# 陕西省经济
陕西经济是中华人民共和国陕西省的经济概况，陕西是中国大陆西北部经济最发达的省份，是中欧班列的重要交通枢纽，和东线起点之一。

## 经济数据
2008年，陕西GDP总量首次过6千亿元，达到6,851.32亿元，GDP总量居全国第十九位，比上年增长15.6%。其中，第一产业增加值753.72亿元，增长7.6％，占生产总值的比重为11％；第二产业增加值3842.08亿元，增长18.8％，占56.1％；第三产业增加值2255.52亿元，增长13％，占32.9％。人均生产总值18,246元，比上年增长15.2％。
2014年经过核算,人均GDP为7760美金。超过全国平均水平。
2020年陕西生产总值为26181.86亿元，比上年增长2.2%。其中，第一产业增加值2267.54亿元，增长3.3%，占生产总值的比重为8.7%；第二产业增加值11362.58亿元，增长1.4%，占43.4%；第三产业增加值12551.74亿元，增长2.8%，占47.9%。其中非公有制经济增加值为13389.78亿元，占生产总值的51.1%，较上年下降3.5个百分点。
2023年，经过初步核算，陕西省全年生产总值为33786.07亿元,比上年增长4.3%其中，第一产业增加值2649.75亿元，增长4.0%，占生产总值的比重为7.8%；第二产业增加值16068.9亿元，增长4.5%，占生产总值的比重为47.6%；第三产业增加值15067.42亿元，增长4.1%，占生产总值的比重为44.6%。人均生产总值85447.82元，比上年增长4.3%。

## 农业
2017年末，陕西省拥有耕地3982887.32公顷。
2020年，陕西全年农业增加值1708.71亿元，粮食作物播种面积3001.05千公顷，粮食产量1274.83万吨，全年营造林面积581.59千公顷，森林蓄积量6.68亿立方米，

## 工业
2020年陕西省全部工业增加值8860.11亿元，比上年增长0.8%。其中，规模以上工业增加值增长1.0%。